# セミキャブオーバー
セミキャブオーバー (Semi cab over) とは自動車における構造上の分類の一つであり、パワートレイン（エンジン + トランスミッション）と運転席の位置関係を示す用語である。ボディー形状の分類ではない事に注意を要する。

## 解説

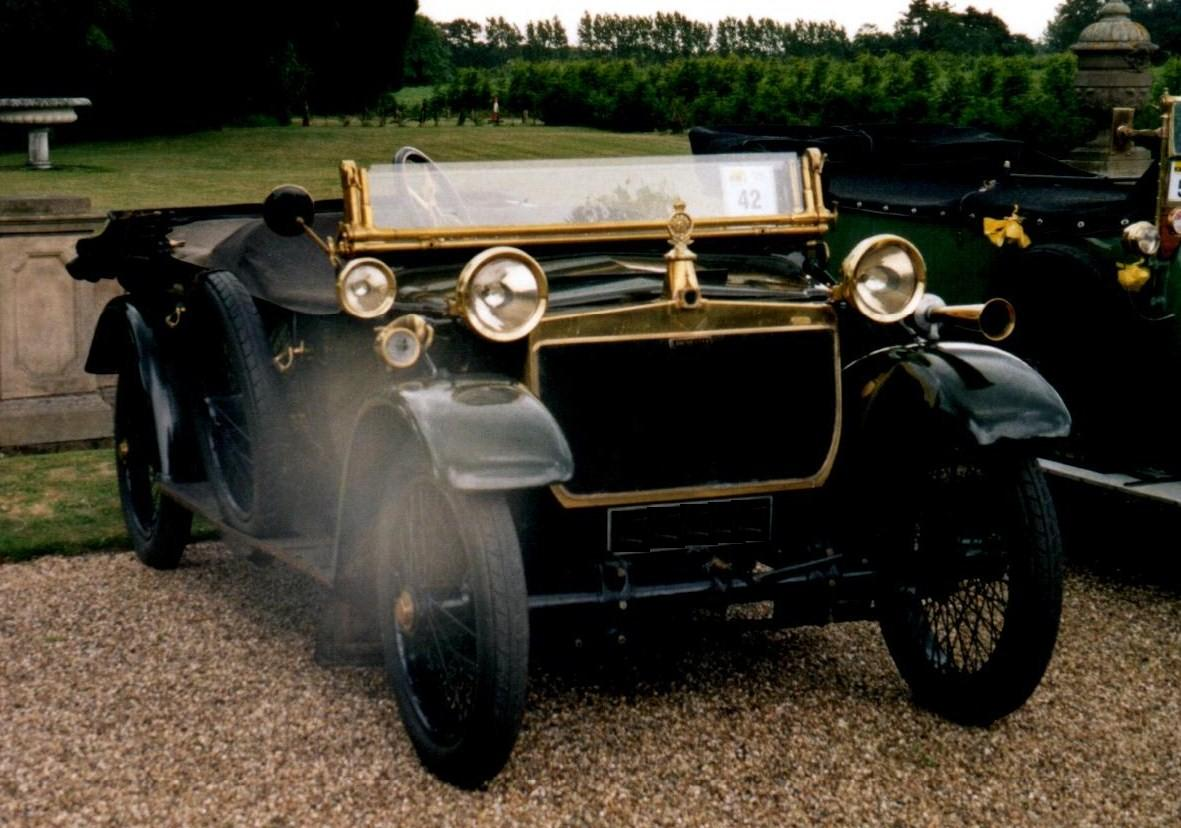
ランチェスター（1912年モデル）。古典的なセミキャブオーバー車で、エンジンルームが車室内に侵入しているため、他の典型的なクラシックカーと異なり、長いボンネットがない

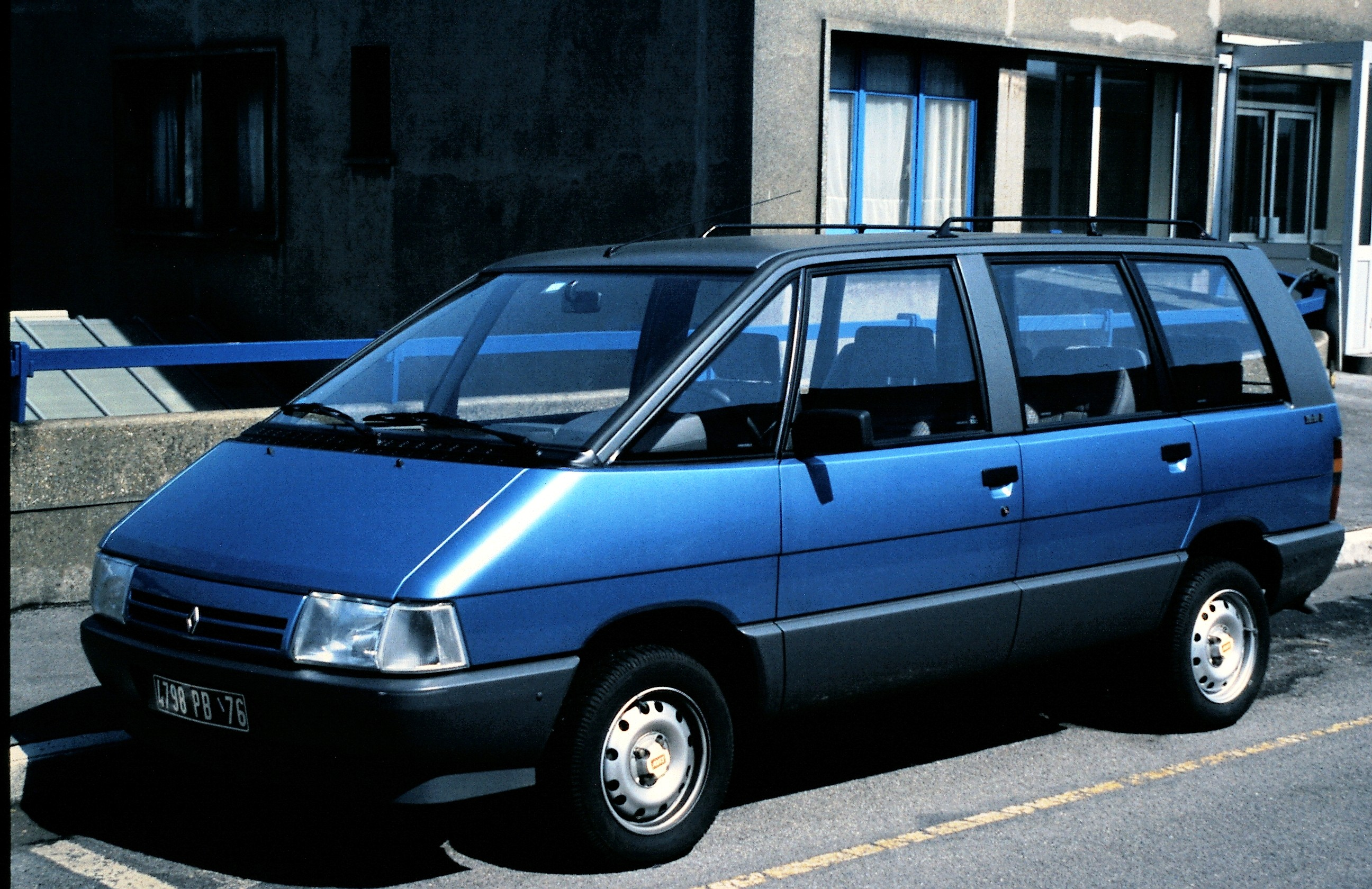
ルノー・エスパス（初代）。1980年代のモノスペース・ミニバンの先駆であると共に、縦置きエンジン前輪駆動のセミ・キャブオーバー車でもある

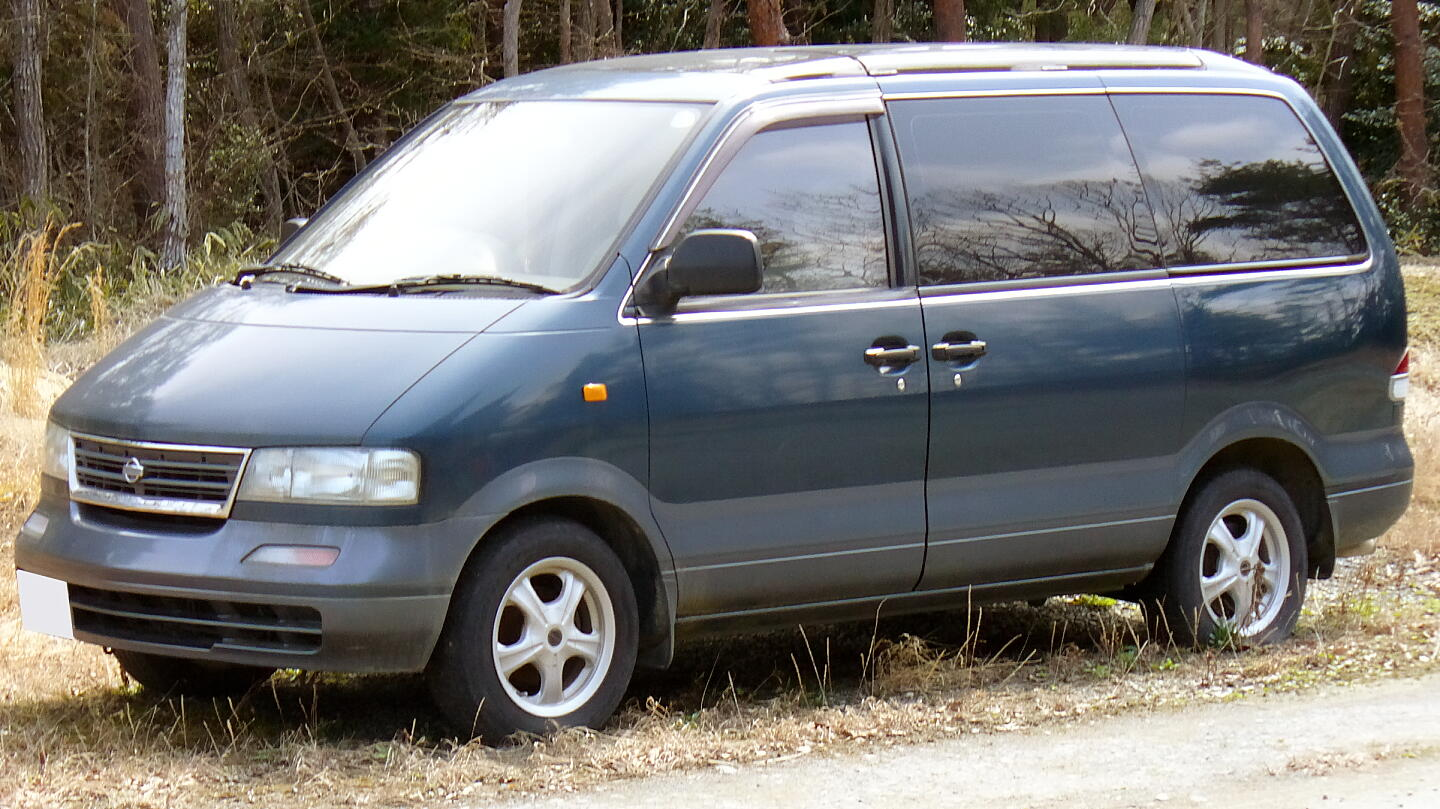
キャブオーバーとの混乱例
日産・ラルゴ
助手席下に縦置エンジンを搭載し、機構的にはキャブオーバーと見なすべきものである

車体形状的には、パワートレインに運転席（キャビン）がやや被さる形態になるため、必然的にごく短いボンネットを持つセミボンネットスタイルとなる。完全なキャブオーバー・レイアウトは、エンジンの上に運転席（キャビン）が配置されるが、セミキャブオーバーは、パワートレインの後端上に被さるように運転席（キャビン）が配置され、結果的に前席乗員の足先あたりにエンジンが配置されることが大きな違いとなる。
このレイアウトを自覚的に用いた最初の事例は1904年のイギリス車ランチェスターで、幅の狭い水冷直列エンジンを運転席と助手席間のバルクヘッド部から車室に侵入させ、フードで覆う構造を採用した。カンチレバー式サスペンションの採用と併せて車両全長を短縮させ、相対的にフレームの強度を高めつつ車室前後長を拡大させるという進歩した発想によるものであったが、その進歩性は当時のユーザーには理解されず、ランチェスターも1913年以降は一般的なボンネットスタイルに移行している。
このレイアウトが本格的に顧みられるようになったのは1920年代以降のトラック・バスのカテゴリーであり、荷台長さや床面積を広く取れるメリットから、第二次世界大戦後しばらくまで、ボンネット型量産車とシャシコンポーネンツの大部分を共用する形で市場に存在した。また既存ボンネット車シャーシをベースに、顧客の求めに応じ、車体架装メーカーがセミキャブオーバーのボディを架装する事例も見られた。当時は一般にこのレイアウトを指して「キャブオーバー」と総称しており、セミキャブオーバーという厳密な分類はなかった。この種の大型車の分野では、1950年代以降は更に省スペースなフルキャブオーバーに取って代わられている。
一方、乗用車カテゴリでは第二次世界大戦後、前部座席が前車軸上に配置されたフォワード・コントロールの多座席ワゴンの発展過程で、モノスペースやワンモーションと呼ばれる、滑らかなスタイルが派生した。1980年代以降、FF乗用車のコンポーネンツを流用する車種が増えたことと、消費者の衝突安全に対する関心の高まりから、いわゆるミニバン（ピープルムーバー）においてこの形状が一般的となった。
ミニバンへの過渡期の乗用車や、衝突安全性への対応で車体規格が拡大された軽自動車において、前輪を前方へ移動し短いボンネット（正式にはボンネットではない）を持つキャブオーバーの車種を、セミボンネットスタイルであることから「セミキャブオーバー」に分類する混乱を生じている。また、セミボンネットスタイルのアンダーフロア式ミッドシップの車種においても同様の混乱を生じている。

## キャブオーバーと比較したメリット
- 前方のエンジンルームを衝撃吸収エリアに組み込んだ場合、衝突安全性で多少有利。
- 前席足元にタイヤハウスがある車種では、タイヤと乗員の位置関係上、乗り心地で多少有利。
- 全長に対し、ホイールベースを長く取れるため、直進安定性で有利。
- 車内からのエンジンルームアクセスの必要がないモデルでは、遮音・遮熱の面で有利。

## キャブオーバーと比較したデメリット
- ボンネットがあるため、平面構成上のスペース効率で劣る。
- 前席足元にタイヤハウスがある車種では、前席の足元空間が狭くなる。特に右ハンドルの運転席ではペダルオフセットやA・Bペダル高さの問題がある。
- 前輪が前出しされた車種ではホイールベースが長くなるため、同じ車体寸法のキャブオーバー型に比べ、最小回転半径が大きくなる。
- 大型トラック等での採用では、チルトキャブを採用したキャブオーバーモデルに比べ、エンジン整備のアクセス面で不利。

## セミキャブオーバーの例

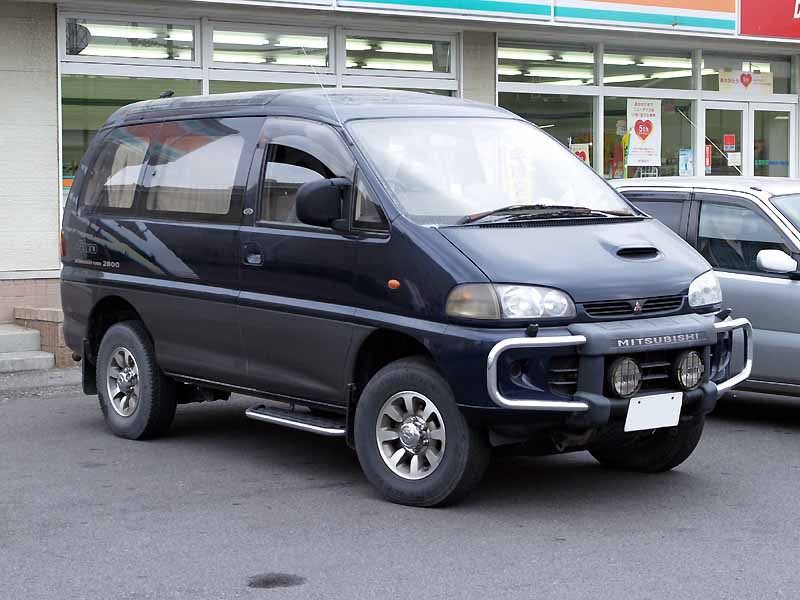
三菱・デリカスペースギア
セミキャブオーバーの例
エンジンをフロントアクスル付近に縦置き搭載し、後輪（もしくは四輪）を駆動する。

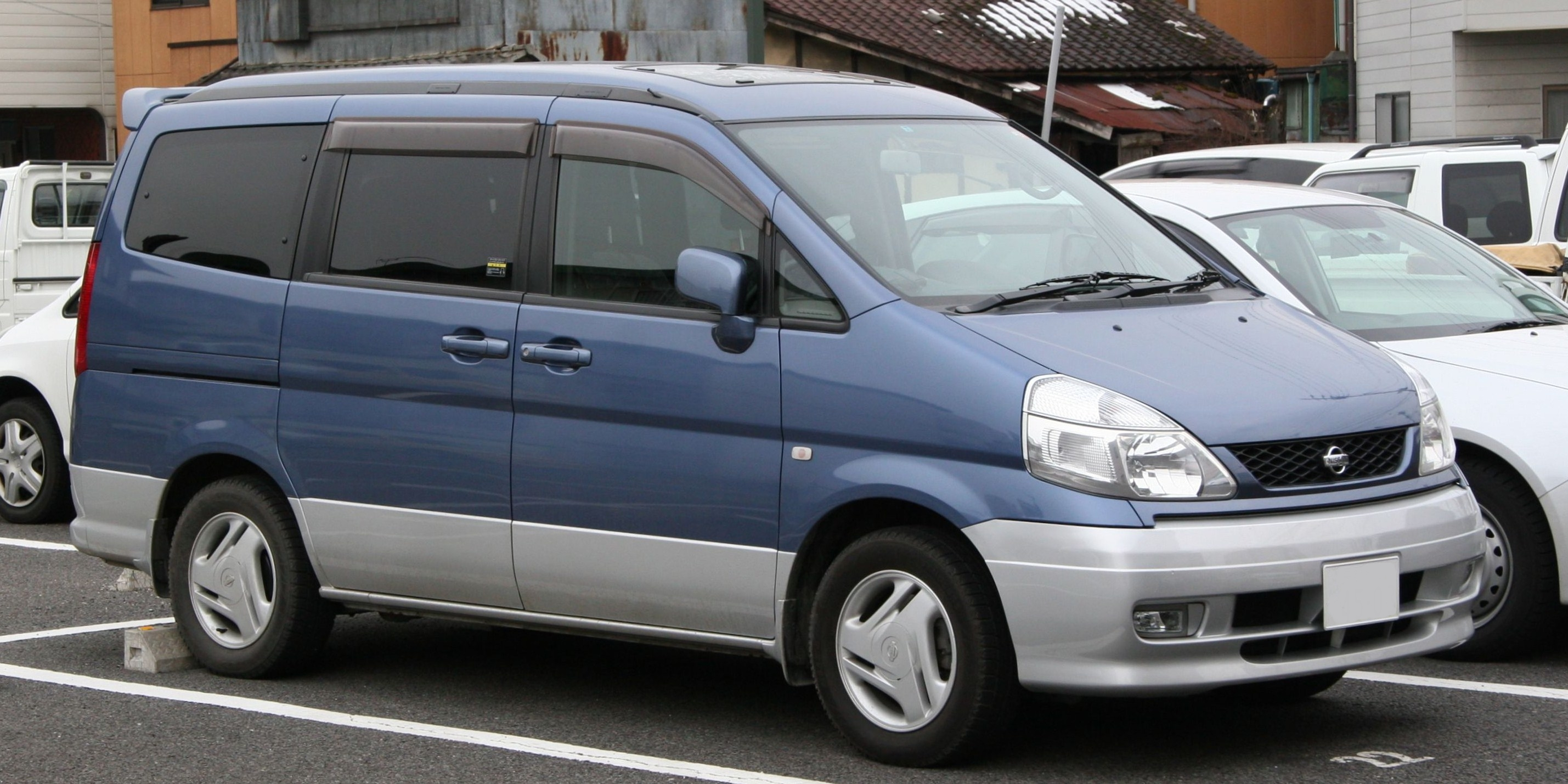
日産・セレナ
外観でセミキャブオーバーとの区別が難しい例。
高い屋根に合わせてフロントウインドシールドの下端が前進しているため相対的にボンネットが短く見えるが、エンジンは一般的な前輪駆動の乗用車と同様、フロントオーバーハングに横置き搭載されている。

### 乗用車
- トヨタ・エスティマ（初代、エンジンを75度傾けたミッドシップエンジン）←エンジンは前席下
- 日産・ラルゴ←エンジンは前席下
- 日産・セレナ（初代）←エンジンは前席下
- マツダ・ボンゴフレンディ←エンジンは前席下
- 三菱・デリカスペースギア（日本製ミニバン初のフロントエンジン・レイアウトである）

### 商用車
- トヨタ・トヨエース（初代 - 2代目）
- トヨタ・タウンエース（4代目）/ライトエース（6代目）/
- 日産・キャブライト（初代 - 2代目）
- 日産・キャブスター（初代）
- 日産・C80
- ダイハツ・ベスタ Vシリーズ（初代 - 2代目)
- いすゞ・エルフFFマイパック
- いすゞ・TY、フォワード（初代）

### 軽自動車
※2012（平成24年）年3月以降に生産された軽ワンボックスバン/ワゴンは全てセミキャブオーバーである。
- スズキ・エブリイワゴン/エブリイ、キャリイ（FCシリーズを除く10代目のみ）
- マツダ・スクラム/スクラムワゴン/スクラムトラック（バン/ワゴンはスズキ・エブリイ/エブリイワゴンのOEM。トラックは3代目のみで11代目スズキ・キャリイのOEM）
- ダイハツ・アトレー/ハイゼットカーゴ
- スバル・ディアスワゴン/サンバーバン（7代目以降）（ダイハツ・アトレー/ハイゼットカーゴのOEM）
- トヨタ・ピクシスバン（ダイハツ・ハイゼットカーゴのOEM）
- 三菱・タウンボックス/ミニキャブ（ミニキャブの場合はMiEVを含む6代目、および7代目バンのガソリン車のみ）
- 日産・NV100クリッパー/NV100クリッパーリオ/NT100クリッパートラック（初代のみ三菱・ミニキャブのOEM。2代目以降よりスズキ・エブリイのOEM。ただし旧クリッパートラック時代を含むNT100クリッパーは初代のみ）
- ホンダ・ライフステップバン/ライフピックアップ、アクティ（バン/トラック共に3代目のみで、トラックは4代目でフルキャブオーバーに回帰）、バモス（2代目）/バモスホビオ